# Silvio Caiozzi
Silvio Caiozzi García (Santiago, 3 de juliol de 1944) és un cineasta xilè, premiat a importants festivals internacionals, a més de tenir una extensa carrera com a director de cinema publicitari. Les seves pel·lícules es caracteritzen per un gran preciosisme estètic i els seus rodatges, per un gran nivell de meticulositat i perfeccionisme.

## Biografia
Net d'immigrants italians, els seus avis van instal·lar un magatzem al carrer Franklin del barri homònim de Santiago. Dins d'una família nombrosa —eren vuit germans—, el pare de Caiozzi va entrar a estudiar medicina, però degué retirar-se per contreure tifus. D'ànima inquieta, a penes es va recuperar va començar a ajudar-lo al seu pare en el magatzem; va ser aquí quan va observar que els productes que més venien eren pickles, salsa d'ají i condiments picants. Intrigat per una fórmula on els productes en vinagre es mantinguessin sense que es fessin malbé, el pare de Caiozzi va estudiar llibres de química fins que va trobar la fórmula exacta per a conservar-los en els seus propis pots, sense necessitat de refrigerar-los. Aquest fet no sols va fer créixer el petit magatzem dels seus pares, sinó que, més tard, quan es va casar amb la descendent d'espanyols Benita García, van tirar endavant la fàbrica de conserves Silfra, arribant a tenir 60 treballadors i una pròspera història de negocis lligats als béns arrels.
Amb un germà mort als 13 anys, Caiozzi va passar una infància solitària —com ell mateix reconeix—, perquè els seus pares tornaven del treball prop de les onze de la nit, la qual cosa es va traduir en una personalitat retreta i observadora. Es va encantar amb el setè art quan tenia 13 anys. Una cambra de 8mm del seu pare va ser la clau perquè la seva personalitat tímida i retreta fos exterioritzada a través d'una pantalla amb la qual entretenia als seus amics del Kent School, recreant historietes de revistes.
En diplomar-sev a la Kent School, va treballar a la fàbrica dels seus pares durant un any sense saber què fer realment; fins que als 17 anys, veient els catàlegs de l'Institut Xilè Nord-americà de Cultura, es va fascinar amb la carrera de director i productor de cinema i televisió. Va viatjar als Estats Units per a estudiar en el Columbia College de Chicago, d'on es va rebre com Bachelor of Arts in Communications en 1967.
Caiozzi ha presidit l'Associació de Productors de Cinema i Televisió (1989, 1990, 1996, 1997 i 2000) i, a més, ha estat membre del Consell Nacional de Televisió (1992-1994) i jurat en els Festivals de Cinema de Huelva (1980), de Trieste (1991) i de l'Havana (1994). El 2004 va ser incorporat a l'Acadèmia Xilena de Belles arts, convertint-se en el primer cineasta a rebre aquest honor. És el creador de les productores Andrea Films —amb la qual ha treballat en publicitat, realitzat totes les seves pel·lícules, documentals i la sèrie de televisió Y... ¿si fuera cierto? exhibida el 1996 pwr TVN— i Andrea Films Internacional; és part de les empreses Caiozzi i García Ltda.
Té cinc fills i està casat en terceres núpcies amb Guadalupe Bornand.

### Carrera professional
Després dels seus estudis als Estats Units, va tornar a Xile i es va integrar a la productora de programes de televisió Protab. Allí, va ser ajudant del cineasta Helvio Soto, amb qui en 1970 van fundar Telecinema, una productora de llargmetratges i publicitat. Posteriorment, el director franc-grec Costa-Gavras va viatjar a Xile a filmar État de siège (1972), on Caiozzi va treballar en la segona unitat de càmera. Des d'aquest moment no va detenir el seu treball després de les cambres: va ser director de fotografia en cinc produccions: Caliche sangriento (1969) i Voto más fusil (1971) d'Helvio Soto, Ya no basta con rezar (1972) d'Aldo Francia, Palomita blanca (1973) de Raúl Ruiz i La victoria (1973) de Peter Lilienthal.
La producció pròpia la va començar quan va filmar, al costat de Pablo Perelman, A la sombra del Sol (1974). El recoeixement, tant del públic com de la crítica, arribà quan va estrenar Julio comienza en julio (1979), ue va guanyar el Colón d'Or a la millor pel·lícula al Festival de Cinema Iberoamericà de Huelva de 1979, a més de ser una de les pel·lícules seleccionades en la Quinzena de realitzadors de Canes, al Festival Internacional de Bangalore de 1980 i al de Taixkent de 1981. En 1999, fou elegida la «millor pel·lícula xilena del segle XX» per votació popular convocada per la Municipalitat de Santiago. Els diners per rodar aquest film va provenir principalment del seu treball com a realitzador de espots publicitaris; a més, els actors i tècnics van cobrar molt poc. Va ser filmada en format de 16 mm i en blanc i negre, i posteriorment ampliada a 35 mm i processada en sépia.
Malgrat aquest auspiciós començament, no va aconseguir continuar consolidant la seva carrera com a director i va haver de treballar en televisió i publicitat. Aquesta última faceta li va reportar variats reconeixements, entre ells el premi Cannes Lions del Festival Internacional de la Creativitat Cannes Lions de 1986 pel comercial Indio Firestone. Prèviament havia estat reconegut en 1977 com el millor director de cinema publicitari xilè.
La seva permanència a Xile durant la dictadura de Augusto Pinochet va ser decisiva al moment de realitzar el documental Fernando ha vuelto (1998), onsiderat un veritable registre del succeït amb els detinguts desapareguts. L'obra va rebre el primer lloc en el Festival Internacional de Cinema de Valdivia, el premi Coral al millor documental en el de l'Havana en 1998 i el premi OCIC de 1999.
Amb ...Y de pronto el amanecer (2017), protagonitzada per Julio Jung i rodada a l'illa de Chiloé, va guanyar el Gran Premi des Amériques, el màxim guardó que lliura el Festival des Films du Monde de Mont-real, i el premi a la millor pel·lícula en la 13a edició del Festival de Cinema Llatinoamericà de São Paulo.

#### Col·laboració anb José Donoso

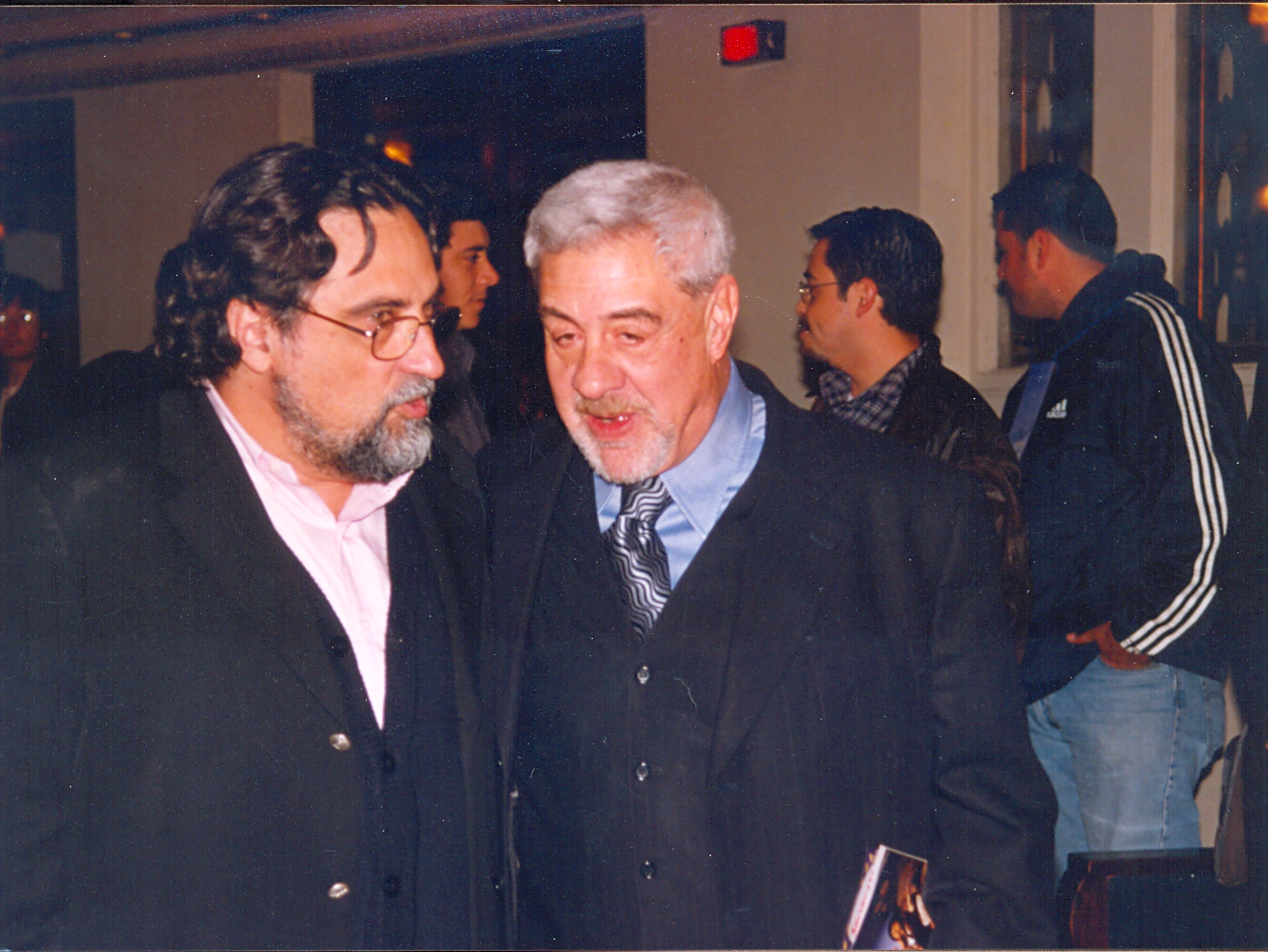
Caiozzi amb Julio Jung el 2000

Enmig de la creació del comercial Indio Firestone, el grup de teatre Ictus li va sol·licitar que dirigís un vídeo sobre un breu relat de José Donoso, Historia de un roble solo. Aquest treball, encara que petit, va ser significatiu perquè va posar en contacte a Caiozzi amb Donoso, qui a penes va veure el vídeo acabat li va proposar fer una mica junts en el futur.
El compromís el van complir a mitjan dècada de 1980, quan coescriviren el guió de La Luna en el espejo (1990). Estrenada aquest mateix any, la pel·lícula va collir crítiques positives i el reconeixement mundial, guanyant un gran nombre de guardons en diferents festivals: a la millor pel·lícula en el de Trieste, a la millor direcció en el de Cartagena, Colòmbia; premi especial del jurat al de Valladolid, entre d'altres, sent el més destacat el de la Mostra Internacional de Cinema de Venècia, on l'actriu Gloria Münchmeyer va ser guanyadora de la Copa Volpi com a millor actriu.
Després d'un parell de pel·lícules fracassades per falta de finançament, va estrenar Coronación (2000), basada en la novel·la homònima de Donoso. Aquest film va ser reconegut amb diversos premis, entre els quals es conten l'ésser la pel·lícula guanyadora de l'IX Festival del Nou Cinema Llatinoamericà de Providence; millor pel·lícula, millor actor (Julio Jung) i millor guió en el XXVI Festival de Cinema Iberoamericà de Huelva en 2001; millor pel·lícula, millor direcció i millor música en el XV Festival de Cinema Llatinoamericà de Trieste en 2001; millor direcció, millor actriu (María Cánepa), millor actor de repartiment (Jaime Vadell) en el lliurament dels premis Altazor 2001; millor pel·lícula, millor direcció, millor actor protagonista, millor actriu protagonista, millor actor de repartiment i millor actriu de repartiment (Gabriela Medina) en els premis Apes 2000, i molts més.
Va rodar una altra cinta de tema donosiano, Cachimba (2004), inspirat en el relat «Naturalesa morta amb pipa». Caiozzi ha assenyalat que «el món de Donoso és un món de decadència, de fi de raça, fi de classe, però amb un cert grau d'ironia al mateix temps. Visualment, té una lleu deformació de la realitat que és molt interessant i se li pot treure molt de partit a nivell cinematogràfic».

## Filmografia
Caaiozzi ha realitzat llargmetratges —tres d'ells presentats per Xile per al premi Óscar a la millor pel·lícula internacional—, documentals, programes de televisió i comercials:

### Cinema

#### Llargmetratges
- A la sombra del Sol (1974, codirecció amb Pablo Perelman)
- Julio comienza en julio (1979)
- Historia de un roble solo (1982)
- La Luna en el espejo (1990)
- Coronación (2000)
- Cachimba (2004)
- ...Y de pronto el amanecer (2017)

#### Documentals
- Expo Sevilla (1991)
- Fernando ha vuelto (1998)
- Chile, un encuentro cercano (2001)
- Descorchando Chile (2010)

### Altres produccions

#### Sèries de televisió
- ¿Y... si fuera cierto? (1996, direcció general)

#### Comercials
- Indio Firestone (1986)